# Siraba Dembélé-Pavlović
Pour les articles homonymes, voir Dembélé.
Siraba Dembélé-Pavlović, née Siraba Dembélé le 28 juin 1986 à Dreux, est une handballeuse internationale française. Elle joue au poste d'ailière gauche,.
Avec l'équipe de France, elle est notamment vice-championne olympique en 2016, championne du monde en 2017 puis championne d'Europe un an plus tard.

## Biographie

### Parcours en club
Siraba Dembélé grandit à Saint-Lubin-des-Joncherets, tout au nord de l'Eure-et-Loir, entourée de quatre frères et trois sœurs. À la maison, ses origines maliennes sont très présentes à table comme dans la langue parlée, le Rasanké,. Siraba découvre le handball en 1996 en accompagnant sa grande sœur Kamion à l'entraînement. Le hasard veut qu'il manque un joueur et qu'elle enfile pour la première fois un maillot du HBC Vallée d'Avre.
À quinze ans, Siraba intègre le Pôle Espoir de Chartres puis un nouveau club : le Dreux AC. Juste avant cela, en 2002-2003, elle fête l'accession en Nationale 3 de son petit club.[réf. nécessaire] À la rentrée 2003, elle découvre donc la Nationale 2. Une saison en forme de tremplin durant laquelle elle tape dans les yeux de Mérignac, club de l'élite. Elle le rejoint quelques mois plus tard et quitte le cocon familial en compagnie de Nimétigna Keita.
Le 18 septembre 2004, à 18 ans, Siraba Dembélé débute en première division contre Fleury (24-22) avec deux buts personnel. Elle en inscrit 16 autres au cours de cette saison d'apprentissage. Ses statistiques vont ensuite crescendo durant huit années en D1, preuve d'une progression constante. Au printemps 2006, Mérignac décroche une belle troisième place en championnat et la jeune Eurélienne obtient sa première sélection en équipe de France. Jusqu’à cette première sélection, elle ne se projetait pas dans le haut niveau mais elle décide alors d'arrêter ces études d'expert-comptable.
À l'été 2008, après avoir atteint la finale de la Coupe Challenge puis raté les JO, son club de Mérignac est rétrogradé administrativement en D2. Contrainte au départ, elle opte pour le projet d'Issy-les-Moulineaux HBF et se rapproche de sa famille. Mais, pour les mêmes raisons, le club des Hauts-de-Seine est à son tour puni d'une relégation pour les mêmes raisons au printemps 2009.
Elle prend la direction de Toulon où elle remporte le titre de championne de France 2009-2010 avec Thierry Vincent, l'entraîneur de ses années girondines, et deux Coupes de France en 2011 et 2012. Régulière avec une moyenne de cinq buts par match, l'Eurélienne est alors considérée comme la meilleure ailière gauche de la planète. Quatre années de suite (2008 à 2011), elle est élue meilleure ailière gauche en France et même meilleure joueuse tous postes confondus la dernière année.
En 2012, elle part pour le Danemark et le club de Randers HK pour jouer la Ligue des champions. Elle n'y reste qu'une saison pour plusieurs raisons et rejoint le ŽRK Vardar Skopje pour un contrat d'un an. Elle est convaincue par le riche projet du dirigeant milliardaire du club où elle retrouve ses compatriotes Allison Pineau et Amandine Leynaud. La nouvelle capitaine des Bleues se plaît dans la capitale macédonienne. Le niveau du championnat est très faible pour le Vardar formaté pour la Coupe d'Europe avec sa salle neuve et son chapelet d'internationales. Au printemps 2014, le club échoue de peu en demi-finale de la compétition. L'année suivante, après avoir prolongé jusqu'en 2016, le même adversaire au même stade de la compétition avec le même résultat brise une nouvelle fois son rêve. Dembélé n'abandonne pas, travaille dure et est élue meilleure ailière gauche d'Europe en 2015.
En décembre 2015, elle annonce son départ de Skopje, lassée par un Championnat local trop pauvre, pour rejoindre l’ambitieux club russe du Rostov-Don. Si le club est éliminé prématurément de la Ligue des champions et doit changer d'entraîneur en cours de saison avec l'arrivée fin décembre du français Frédéric Bougeant, Dembélé et ses coéquipières réalisent un parcours quasi parfait en Coupe de l'EHF et remportent la compétition.
Pour la saison 2018-2019, elle fait son retour en France à Toulon Saint-Cyr où elle avait déjà évolué entre 2009 et 2012, remportant le titre de champion de France en 2010, ainsi que la coupe de France à deux reprises en 2011 et 2012. Mais, enceinte, elle met un terme prématurément à sa saison en avril 2019.
Alors qu'elle fait son retour sur les parquets en début d'année 2020, elle annonce qu'elle quitte Toulon un an avant la fin de son contrat afin de rejoindre le club roumain du CSM Bucarest, candidat à la victoire en Ligue des champions.
Après trois saisons en Roumanie ponctuées de deux titres de championne de Roumanie et deux Coupes de Roumanie mais aussi trois éliminations en quart de finale de la Ligue des champions, elle décide de mettre définitivement fin à sa carrière en 2023.

### Parcours en équipe de France
Siraba Dembélé connaît sa première sélection en équipe de France le 26 mai 2006 contre la Turquie. En décembre, elle participe au championnat d'Europe 2006 où elle remporte la médaille de bronze en créant la surprise contre les Allemandes lors de la petite finale (29-25). En 2008, elle n'est pas sélectionnée par Olivier Krumbholz pour les Jeux olympiques de Pékin. À la fin de la préparation, l'entraîneur lui préfère Paule Baudouin sur l'aile gauche. Elle vit mal cet évènement mais, dès l'automne, signe son retour dans l'équipe. En décembre 2009, elle devient vice-championne du monde. Malgré un début de tournoi inquiétant, durant lequel Siraba montre son caractère,, les Bleues se hissent jusqu'en finale avant de perdre contre la Russie (25-22).
Deux ans plus tard, en 2011, les Françaises refont le coup. Au Brésil, elles tutoient de nouveaux les sommets mondiaux, prennent leur revanche sur les Russes en quarts, éliminent les Danoises en demi-finale et cèdent contre la Norvège. Six mois plus tard, c'est avec de gros objectifs que Dembélé et les Françaises participent aux Jeux olympiques de 2012 à Londres. Mais l'aventure s'arrête en quarts de finale. En 2013, à la suite de l'arrivée d'Alain Portes à la place de Krumbholz, elle devient capitaine de l'équipe de France,, notamment lors du Mondial 2013 et l'Euro 2014. Elle fait partie des joueuses retenues en équipe de France pour disputer les Jeux olympiques de 2016 à Rio de Janeiro. La France atteint la finale, mais s'incline face à la Russie et se contente d'une médaille d'argent.
Le 17 décembre 2017, les Bleues et sa capitaine, Siraba Dembélé, s'offrent un deuxième titre mondial. Un an plus tard, le groupe entraîné par Olivier Krumbholz s'offre également le titre européen à domicile.
En avril 2021, elle est victime d'une rupture complète du tendon d'Achille du pied droit lors d'un match de Ligue des champions avec son club : la capitaine des Bleues est ainsi forfait pour les Jeux olympiques de Tokyo qui verront ses coéquipières devenir championnes olympiques.

### Vie privée
En juillet 2018, elle épouse l'ancien footballeur monténégrin Igor Pavlović (en) et annonce en avril 2019 être enceinte. Le 14 novembre 2019, elle donne naissance à des jumeaux, Matej et Elian,,.

## Palmarès

### En sélection nationale
Jeux olympiques
- médaille d'argent aux Jeux olympiques 2016
- 5e place aux Jeux olympiques 2012

Championnats du monde
- vainqueur du championnat du monde 2017
- 7e place du championnat du monde 2015
- 6e place du championnat du monde 2013
- finaliste du championnat du monde 2011
- finaliste du championnat du monde 2009

Championnats d'Europe
- finaliste du championnat d'Europe 2020
- vainqueur du championnat d'Europe 2018
- troisième du championnat d'Europe 2016
- 5e place du championnat d'Europe 2014
- 9e place du championnat d'Europe 2012
- 5e place du championnat d'Europe 2010
- 14e place du championnat d'Europe 2008
- troisième du championnat d'Europe 2006

autres
- 4e place du championnat d'Europe junior en 2004

### En club
Compétitions internationales
- vainqueur de la Coupe de l'EHF (C3) (1) : 2017 (avec Rostov-Don)
- finaliste de la Coupe Challenge (C4)  (1) : 2008 (avec Mérignac Handball)
- 3e place en Ligue des champions  (3) : 2014, 2015, 2016

Compétitions nationales
- vainqueur du Championnat de France (1) : 2010 (avec Toulon Saint-Cyr VHB])
- vainqueur de la Coupe de France (2) : 2011 et 2012 (avec Toulon Saint-Cyr VHB)
- vainqueur du Championnat de Macédoine (3) : 2014, 2015 et 2016 (avec ŽRK Vardar Skopje)
- vainqueur de la Coupe de Macédoine (3) : 2014, 2015 et 2016 (avec ŽRK Vardar Skopje)
- vainqueur du Championnat de Russie (2) : 2017 et 2018 (avec Rostov-Don)
- vainqueur de la Coupe de Russie (1) : 2017 (avec Rostov-Don)
- vainqueur du Championnat de Roumanie (2) : 2021, 2023 (avec CSM Bucarest)
- vainqueur de la Coupe de Roumanie (2) : 2022, 2023 (avec CSM Bucarest)

### Récompenses individuelles
- élue meilleure ailière gauche de la Ligue des champions (2) en 2015 et 2018[21]
- élue meilleure joueuse du championnat de France (1) en 2011
- élue meilleure ailière gauche du championnat de France (5) en 2008, 2009, 2010, 2011, 2012

## Distinctions et hommages
- Chevalier de l'ordre national du Mérite le 1er décembre 2016[22]
- En 2019, l'ancien gymnase Condorcet de Saint-Lubin-des-Joncherets en Eure-et-Loir est rebaptisé de son nom afin de lui rendre hommage[23]